# Alpha Club
A Alpha Club Brasil Ltda foi um clube de turismo criado nos final da década de 1990, com sede na Itália e que criou filiais em diversos países do mundo, inclusive no Brasil. Desapareceu em meados do ano 2000 sob acusação de ser um esquema Ponzi (pirâmide financeira), tendo sofrido diversas condenações da justiça brasileira ao longo dos anos.

## Modus operandi
O esquema se baseava na venda de um único produto: um título que supostamente daria direito a desconto em diversos hotéis e lojas de luxo, pelo prazo de 10 anos. O título custava R$ 3.800,00 (equivalente a US$ 2100 no câmbio da época). Mas a motivação maior de quem comprava o título não eram os descontos, a motivação real era fazer parte do clube e então vender títulos a outras pessoas, ganhando parte do valor da venda.
O esquema funcionava da seguinte maneira: se a pessoa A vendesse um título para B, a pessoa A ganhava comissão. Se a pessoa B vendesse um título para C, então A e B ganhavam comissão. Esse esquema é conhecido como pirâmide financeira, ou esquema de Ponzi. Para que a pirâmide financeira se sustente, é necessária a entrada contínua de novos membros.
Para motivar as pessoas a entrar no esquema, eram feitas apresentações em hotéis e centros de eventos, com pessoas dizendo o quanto haviam enriquecido após entrar no clube. Toda a apresentação era movida por muita música, apresentações de clipes e intervalos onde os visitantes podiam disfrutar de um bom buffet (pago previamente pelos que convidavam os possíveis novos integrantes).

## Marketing
Como estratégias de marketing, Alpha Club patrocinava times de futebol e eventos esportivos, tendo inclusive patrocinado a Juventus da Italia e o Santos Futebol Clube no ano 2000. Os clipes das reuniões para captação de novos membros eram recheados de imagens desses eventos e equipes patrocinadas.

## Denúncias e investigações
Motivadas pela possibilidade de enriquecimento, muitas pessoas contraiam empréstimos para pagar os R$ 3.800,00 (o salário mínimo em 1999 era R$ 136,00, ou seja, R$ 3.800,00 era equivalente a 28 vezes o salário mínimo da época). Após entrar no clube, as pessoas começavam a se dar conta de como era difícil convencer outras pessoas a entrar no esquema devido ao alto valor, e que os descontos prometidos provavelmente jamais poderiam ser utilizados, pois eram relativos a artigos de luxo que a maioria das pessoas não teriam poder de compra. As pessoas se sentiram lesadas, pois ficaram endividadas, sem possibilidade de usufruir dos descontos e enganadas na promessa de enriquecimento. Começaram a surgir denúncias de estelionato ao Ministério Público, a Polícia e ao Procon, que investigaram mais a fundo e descobriram outras irregularidades:
- Alpha Club recolhia dos sócios o valor relativo ao Imposto de Renda, mas não repassava a quantia a Receita Federal alegando que era um clube social, e que portanto estaria isento de impostos.
- Muitos dos descontos prometidos na compra do título eram falsos, pois não existiam convenios firmados entre o Alpha Club e essas empresas.
- Muitos dos sócios nunca receberam suas carteiras de associados.
- O clube era registrado apenas na Comarca do Rio de Janeiro, embora atuasse em vários Estados se declarando como clube, o que era legalmente incorreto.
- Os responsáveis pelo clube jamais compareceram ao Procon de São Paulo para responder as reclamações.

## Processos e condenações
Em diversos Estados foram impetradas ações contra o Alpha Club por crime contra a economia popular, sonegação fiscal, estelionato e propaganda enganosa. As atividades do Alpha Club foram suspensas em 4 de maio de 2000, quando um de seus gerentes foi preso em São Paulo. Várias condenações contra o clube e seus responsáveis se sucederam desde então. O site da empresa na internet não existe mais, e o domínio encontra-se a venda.